# هاشم سرور
هاشم سرور لاعب نادي النصر
هو هاشم سرور مبارك الدوسري من مواليد 1384م في العاصمة الرياض، لاعب وسط سابق في نادي النصر، وهو من عائلة رياضية، إذ أن شقيقه خالد سرور سبق له اللعب لنادي الشباب.
وهاشم كان لاعب وسط مميز مثل النصر في الثمانينات، لقبه المعلق الشهير أكرم صالح بالنحلة نظرا لحركته الدائبة في أرجاء الملعب، استطاع ان يشارك مع النصر اساسياً وهو صغير في السن بالرغم من تواجد نجوم كبار والذين صفقوا كثيرا لمهاراته العالية.
لكن بنيته الجسمانية الضعيفة تسببت في تعرضه لإصابات متعددة ورغم تلك الإصابات المؤثرة التي اعترت مسيرته مع ناديه إلا أنه ساهم بقوة في حصول فريقه على عدد من البطولات حتى اعتزل عام 1407هـ

## مسيرته مع النصر
بدأ هاشم سرور مع نادي النصر عام 1398هـ بعد أن خطفه النصر من نادي الشباب، حيث كان يخوض تجربه في الشباب تحت اشراف المدرب المصري المعروف «محمود أبو رجيله» وحينما انتقل المدرب للنصر أشار على الإدارة سرعة التعاقد معه وكان ذلك قد تم سريعاً لان الشباب لم يكن قد حسم التوقيع معه.
وبدأ هاشم سرور (نحلة النصر) مع النصر في عام 1398هـ كلاعب احتياطي.. وقد خاض مع النصر أكثر من مباراة كأساسي في عام 1399هـ.
وفي دوري عام 1400هـ كان اللاعب الصاعد هاشم سرور أساسياً طوال مباريات الدوري وقد قدم مع النصر مستويات مذهلة جداً توجها بلقب (أفضل لاعب في النصر في ذلك الدوري).
ونظراً لنحالة جسم هاشم سرور فقد كان معرضاً لإصابات متتالية مما أبعده عن التشكيل الأساسي وأبعده عن الفريق بشكل عام.
وفي عام 1406هـ عاد هاشم سرور ليكون أحد الأوراق الرابحة لعودة النصر لعالم البطولات وحصوله على كأس الملك. ثم بعد ذلك تكرر غيابه بدافع الإصابات حتى اعتزل الكرة عام 1407هـ

## مسيرته مع المنتخب
مثل المنتخب الأول لأول مرة في التصفيات الآسيوية النهائية لكأس العام سنة 1402ه التي وصلها المنتخب في اعقاب فوزه بصدارة المجموعة التمهيدية التي جرت منافساتها في الرياض منتصف عام 1401ه وضمت العراق - قطر - البحرين - سوريا.
غير ان منتخبنا اخفق في التأهل لكأس العالم بعد اخفاقه وخسارته من الكويت ونيوزيلندا والصين وكانت مباراتي الأولى مع الأخضر ضد الصين في العاصمة الماليزية كوالالمبور وخسرناها (2/4) وكان مدربنا البرازيلي مانيلي واستمر هاشم بعد ذلك في صفوف المنتخب حيث اختاره مواطنه الذي خلفه فيما بعد المدرب العالمي (ماريو زاغالو) إضافة إلى المدرب الوطني القدير خليل الزياني ابان معسكره في الجبيل استعداداً لاولمبياد لوس انجلوس 1984م.

## إسهاماته مع النصر
- الفوز ببطولة الدوري السعودي مرتين عام 80 و81
- الفوز ببطولة كأس الملك مرتين 81و86